# Садовский, Рейнхольд
Ре́йнхольд Садо́вский (пол. Reinhold, Rajnold, Renald, Reginald Sadowski; ум. 15 марта 1721 года) — дворянин, полковник; государственный деятель Великого княжества Литовского, писарь земский брест-литовский, городничий виленский (1709—1713), староста слонимский (1712—1721), каштелян берестейский (1710—1721), депутат Сейма Речи Посполитой.

## Биография
Представитель литовского магнатского рода Садовские герба Любич. Старший сын Николая Садовского, каштеляна брест-литовского и Анны Зембоцкой, дочки Стефана Зембоцкого, войскового брест-литовского.
В 1689 году был писарем брест-литовским. В 1693 году служил в литовском войске как товарищ гусарский воеводы виленского Казимира Яна Сапеги. На сейме в Брест-Литовске 10 апреля 1693 года назначен на должность ротмистра «пружанского тракта» для предотвращения насилий, разбоев, грабежей и наездов между шляхтою, с поручением поддержания порядка в воеводстве. 1 августа получил должность писаря земского брест-литовского. Вместе с отцом входил в оппозицию Сапегам, являясь одними из самых известных так называемых республиканцев в Берестейском воеводстве. Первоначально выступления Рейнхольда Садовского на сейме 9-10 июня 1695 года и на сейме 27 августа 1696 года не принесли результатов. 2 октября 1696 года в Брест-Литовске вместе с Людвиком Поцеем выдал универсал, призывающий шляхту собраться с вооружением 12 октября 1696 года под Пружанами, против казаков, вторгшихся в Берестейское воеводство. 22 ноября 1696 года подписал протест республиканцев против Шуйского.
В 1697 году присутствовал на коронации Августа II. В 1698 году назначен комиссаром люстрации могилевской экономии. 11 июля 1705 года в Брест-Литовске подписал Манифест депутатов Сандомирской конфедерации против ксендза Радзиевского — архиепископа Гнезненского Петра Якуба Брониша и всех его сторонников, восставших против короля и завязавших отношения со Швецией, с целью посадить на польский трон нового электора, а также в поддержку избранного ими короля Августа II. Как посол от Берестейского воеводства на вольной раде во Львове подписал 7 февраля 1707 года акт генеральной конфедерации сандомирской. Принимал участие в вольной раде конфедератов в Люблине, на которой 7 июля было провозглашено безкоролевье. Был одним из организаторов сеймика в Бресте 28 февраля 1708 года в поддержку Станислава Лещинского. Как полковник литовского войска принимал участие в боях против Сапегов и шведов в Литве и на Украине.
После возвращения Августа II получил 19 сентября 1709 года виленское городничество (передал в 1713 году Михаилу Алоизу Савицкому). 3 февраля 1710 года дворяне Брестского воеводства в инструкции депутатам, отправляемым на вальный сейм в Варшаву ходатайствовали о вознаграждении за заслуги писаря земского Садовского. Участвовал в вольной раде варшавской в 1710 году. 6 августа 1712 года получил староство слонимское.
Рейнхольд Садовский владел имениями Мальова Гура , Глубокие и Городняны в Брест-Литовском воеводстве. Имел также двор в Брест-Литовске.

## Семья
Жена — Кристина (Катерина Людовика) Поцей (ум. в 1735 году), вдова Казимира Голучевского, старосты радомского.
Дети:
- Игнаций Леонард, старота слонимский;
- Йозеф (1689—1749), иезуит;
- две дочки бригитки в Брест-Литовске[3].